# José Henrique Lisboa Rosa
José Henrique Lisboa Rosa (Abre-Campo, 29 de novembro de 1956 - Belo Horizonte, 20 de agosto de 2013) foi um político brasileiro do estado de Minas Gerais. José Henrique atuou como deputado estadual desde 1995 até o seu falecimento em 2013.